# 兰茂墓及兰公祠
兰茂墓及兰公祠位于中国云南省昆明市嵩明县杨林镇老城社区南街，为明代云南著名医药学家，音韵学家和文学家兰茂的安葬地和纪念建筑，属于云南省文物保护单位。

## 历史
兰公祠始建于明成化二十年（1476年）。清康熙二十九年（1690年），翰林院侍读李澄中奉命典试滇南，拜谒兰公祠，曾捐资修缮。康熙四十八年（1709年），布政使李华之（李澄中之侄）来到杨林，见兰公祠“兵燹之余，其祠鞠为茂草，仅存一墓”，并见其叔修葺兰祠碑文，又捐金重修。民国四年（1915年）修建成为单座四合院建筑，基本形成了现在的规模样式。民国后期，兰公祠被杨林区公所占用，殿庭多遭破坏。中华人民共和国成立后，先后被杨林小学、老城大队铁工厂占用，加之后来文化大革命“破四旧”，破坏更加严重。20世纪80年代，逐步开始对兰公祠进行了修葺和恢复重建。
兰公墓位于兰公祠后，为石砌圆形土冢。民国二十年（1931年），东陆大学教授袁嘉谷为其篆书墓碑。

## 现状
1983年兰茂墓及兰公祠被云南省人民政府公布为省级文物保护单位。1985年在兰公祠成立了嵩明县兰茂纪念馆。1998年兰公祠分别被命名为省、市两级爱国主义教育基地。
目前兰茂墓及兰公祠作为纪念馆的主要部分，免费向公众开放。